# Metin Türen
Metin Türen (Istambul), 2 de abril de 1994) é um basquetebolista profissional estadunidense que atualmente defende o Darüşşafaka SK na Liga Turca.